# هجوم جنوب لبنان يناير 2025
في صباح يوم 26 يناير/كانون الثاني 2025، عاد مدنيون لبنانيون نازحون عُزَّل من قرى الجنوب إلى منازلهم من الشمال بعد أن رفضت قوات الاحتلال الإسرائيلي مغادرة المناطق المحتلة في مدينة كفر كلا جنوب لبنان. واضطرت القوات الإسرائيلية إلى مغادرة المناطق المحتلة بموجب اتفاق وقف إطلاق النار المتفق عليه مع حزب الله، والذي استمر لمدة 60 يوماً. أطلقت القوات الإسرائيلية النار على المدنيين، مما أدى إلى مقتل 23 شخصًا على الأقل وإصابة حوالي 134 آخرين. وأطلقت النار كذلك على جنودٍ من الجيش اللبناني، ما أدى إلى مقتل جنديٍّ وإصابة آخرين.

## حوادث
27 بناير، اكد مسؤولون صحيون في لبنان إن إطلاق النار من قبل القوات الإسرائيلية أسفر عن مقتل شخصين وإصابة 17 يوم الإثنين في اليوم الثاني من الاحتجاجات الدامية في جَنُوب لبنان، حيث حاول السكان النازحون بسبب الحرب المستمرة منذ 14 شهرًا بين إسرائيل وحزب الله العودة إلى القرى الذي لا تزل فيها القوات الإسرائيلية.
جاء إطلاق النار بعد يوم من مقتل 24 شخصًا وإصابة أكثر من 130 عندما فتحت القوات الإسرائيلية النار على المتظاهرين الذين اخترقوا حواجز الطرق المقامة على طول الحدود.
بموجب وقف إطلاق النار الذي توسطت فيه الولايات المتحدة في 27 نوفمبر، كان من المقرر أن تنسحب القوات الإسرائيلية من جَنُوب لبنان، وكان من المقرر أن يتحرك حزب الله شمال نهر الليطاني بحلول 26 يناير. وبينما كان الجيش اللبناني وقوات حفظ السلام التابعة للأمم المتحدة قد انتشروا فعلًا في عدة قرى قبل الموعد النهائي، ظلت إسرائيل في أكثر من اثنتي عشرة قرية. أعلنت الولايات المتحدة ولبنان في وقت لاحق يوم الأحد تمديد الموعد النهائي للوفاء بشروط وقف إطلاق النار إلى 18 فبراير.
في خطاب مسجل مسبقًا تم بثه يوم الإثنين، قال زعيم حزب الله نعيم قاسم إن جماعته لن تقبل تمديد الموعد النهائي لوقف إطلاق النار، دون معالجة حقيقة أن الحكومة اللبنانية قد فعلت ذلك فعلًا.